# Mount Harvard
Mount Harvard – szczyt w Gór Skalistych, w paśmie Sawatch. Jest to trzeci pod względem wysokości szczyt Gór Skalistych, ustępując tylko o 1 metr wysokości Mount Massive. Szczyt nosi nazwę na cześć Uniwersytetu Harvarda.
Pierwszego wejścia na szczyt dokonał Josiah Whitney wraz z towarzyszami 19 sierpnia 1869 r.